# Карољ Шош
Карољ Шош (мађ. Sós Károly, Stróbl; Будимпешта, 5. април 1909 — Будимпешта 3. август 1991) је био мађарски фудбалер и менаџер.
Након што је играо за разне клубове постао је тренер, нјдуже је био у Ференцварош ТЦу, Бп. Хонведу и репрезентацијама Источне Немачке и Мађарске.

### Остварења (селектор)
Независни тим Немачке
- Олимпијске игре
  - треће место: 1964, Токио
- Спортска медаља за заслуге сребрног разреда (1955)[1]